# 莱斯利·怀特
莱斯利·阿尔文·怀特（Leslie Alvin White；1900年1月19日—1975年3月31日）是美国知名人类学家，文化进化理论、社会-文化进化论以及新进化论的代表人。他对创建密歇根大学人类学系发挥了关键作用。怀特于1964年任美国人类学协会主席。

## 生平
怀特出生在一个工程师之家，1919年被路易斯安那州立大学录取之前在美国海军受训了一年。1921年，怀特转学到哥伦比亚大学学习心理学，并在1923年获得学士学位，1924年获得硕士学位。尽管他跟博厄斯处在同一所学校，怀特对人类学的认识却毫无疑问是反博厄斯式的。在这个阶段，怀特的职业兴趣非常广泛，他注册参加好几门其他领域和其他学校开的课程；在最终通过亚历山大·古登威泽尔在新社会研究院开设的课上发现了他对人类学的兴趣之前，怀特上过加州大学洛杉矶分校的心理学课程、临床治疗学等课。1925年，怀特在芝加哥大学开始了社会学/人类学博士阶段的学习，并且获得了在威斯康辛的梅诺米尼县和温尼贝戈县（Winnebago）逗留若干个星期的机会。当他完成了最初的论文报告后——这份文献报告已经预示了他未来的理论工作，怀特在新墨西哥的Acoma Pueblo开始了田野工作。当获得博士学位后，怀特1927年起在布法罗大学开始了教授生涯，并且开始重新思考他的博厄斯教育背景曾经灌输给他的反进化论观点。1930年，他迁居到密歇根安娜堡，继续着他充满活力的职业生涯。
在布法罗的三年标志着怀特人生的转折点。正是在这个时候，他开始发展出一种兼合了人类学的、政治学的和伦理学的世界观，这种世界观伴随着他直到他去世的那一天。1929年，他拜访了苏联并加入了苏联共产党，以“John Steel”为笔名为它们的报纸写文章。
怀特到密歇根去是为了代替1930年离开的Julian Steward的。尽管这所大学拥有参与人类学领域的漫长历史，怀特却是人类学系唯一的教师。1936年，怀特的学生Titiev也加入了密歇根大学成为第二位教授。尽管作为怀特的学生以及一位俄国移民，Titiev与怀特非常相投，但是在二战期间，Titiev却加入了官方对日本的研究计划，这使得社会主义者怀特与他决裂。
作为安娜堡的一名教授，怀特训练了一代非常有影响力的学生。其中Robert Carneiro, Beth Dillingham和Gertrude Dole继续着怀特的研究计划，而像Eric Wolf, Arthur Jelinek, Elman Service和Marshall Sahlins这样的学生则依据他们由怀特那学到的东西开始发展自己的人类学理论。